# Van Cleef & Arpels

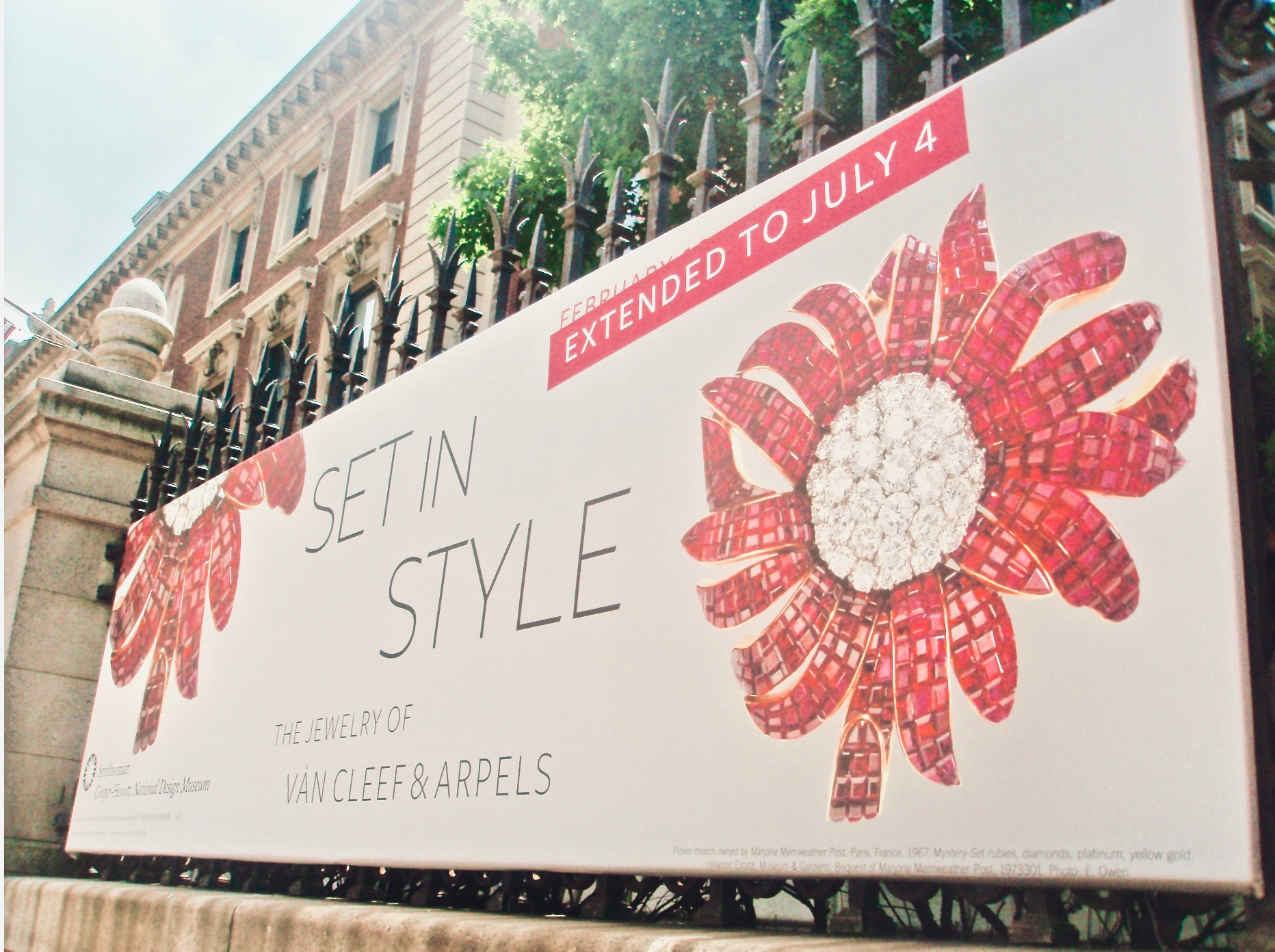
Exibição da Van Cleef & Arpels no Museu Nacional de Design em Nova York.

Van Cleef & Arpels é uma empresa francesa de comércio e fabricação de jóias e relógios, fundada em 1896 por Alfred Van Cleef e seu sogro Salomon Arpels. Atualmente faz parte do grupo suíço Richemont (Compagnie Financière Richemont SA).
A Gucci produz uma linha de produtos de beleza usando a marca Van Cleef & Arpels.